# قیرمیزی قصبه
قیرمیزی قصبه (به لاتین: Qırmızı Qəsəbə) که در زمان جماهیر شوروی به آن کراسنایا اسلوبودا می‌گفتند، یک روستا و منطقهٔ مسکونی در جمهوری آذربایجان است که در شهرستان قوبا واقع شده‌است. قیرمیزی قصبه ۳٬۵۵۷ نفر جمعیت دارد و گفته می‌شود تنها منطقه مسکونی در خارج از اسرائیل و ایالات متحده است که جمعیت آن را تماماً یهودیان تشکیل می‌دهند. معنای نام این منطقه «دهکده قرمز» است که احتمالاً به دلیل کاشی‌های قرمز رنگی که در سقف خانه‌های این روستا استفاده می‌شود این نام مرسوم شده‌است.